# غزل ۲ (آلبوم)
غزل ۲ نام دومین آلبوم موسیقی از مجموعه چهار آلبوم حاصل همکاری هنرمندانِ گروه موسیقی غزل است. این آلبوم تلفیقی از موسیقی کلاسیک ایرانی و هندی می‌باشد.
کیهان کلهر در این اثر کمانچه، شجاعت حسین خان، سی‌تار و سواپان چات هوری طبلا می‌نوازد.خواننده این آلبوم، شجاعت حسین خان است.

## فهرست آهنگ‌ها
| شماره      | نام               | مدت   |
| ---------- | ----------------- | ----- |
| ۱.         | «پگاه»            | ۲۱:۲۵ |
| ۲.         | «کوه‌های برفی»     | ۰۹:۰۰ |
| ۳.         | «پرواز با خورشید» | ۲۷:۰۶ |
| مجموع مدت: | مجموع مدت:        | ۵۷:۳۰ |